# Zakażenia opryszczkowe
Opryszczka zwykła lub opryszczka pospolita, potocznie zimno lub febra (łac. Herpes simplex) – choroba zakaźna wywołana przez wirusy HSV1 i HSV2 (Herpes simplex virus).

## Choroby wywołane przez HSV1

### Opryszczka wargowa

Wykwity opryszczkowe w okolicy czerwieni wargowej

Choroba ujawnia się w postaci powierzchownych zapalnych pęcherzyków uformowanych w skupiska, na granicy błony śluzowej jamy ustnej i warg (herpes labialis), niekiedy wychodząc poza granicę rąbka czerwieni wargowej. Początkowo pęcherzyki są wypełnione treścią surowiczą, następnie ropną i w ciągu kilku dni pokrywają się strupami. Zwykle towarzyszy im lekkie pieczenie lub niewielka bolesność; niekiedy objawy te poprzedzają wystąpienie opryszczki o 2-3 dni. Czasem pęcherzyki mogą też wystąpić w okolicy otworów nosowych. Wykwity opryszczkowe pojawiają się zwykle w momencie osłabienia odporności komórkowej organizmu. Często występują przed ujawnieniem się objawów innej choroby lub w trakcie powrotu do zdrowia. Wysiew opryszczki wargowej może wystąpić również po ekspozycji na światło słoneczne (opalanie). U kobiet nawroty opryszczki wargowej mogą korelować z miesiączką.
Pierwotne zakażenie występuje najczęściej u dzieci w postaci tzw. opryszczkowego zapalenia jamy ustnej, przebiegającego z wysoką gorączką i ciężkimi objawami ogólnymi, jak posocznica, zapalenie opon mózgowych;  opryszczka zwykła nawrotowa występuje u wielu nosicieli wirusa opryszczki pod wpływem bodźców nieswoistych (np. stany gorączkowe, przemęczenie, miesiączka); opryszczka pospolita znika zwykle samoistnie po 10–12 dniach bez pozostawiania śladów.

### Opryszczkowe zapalenia jamy ustnej
W obrębie jamy ustnej (stomatitis herpetica) tworzą się pęcherzyki, które dość łatwo ulegają pęknięciu, pozostawiając bardzo bolesne nadżerki.

### Egzema herpeticum
Dawna nazwa tego schorzenia to Eruptio varicelliformis Kaposi.
Częściej zakażenie występuje u noworodków, które nie zetknęły się jeszcze z wirusem Herpes simplex (zakażenie pierwotne), może jednak wystąpić u dorosłych. Należy chronić noworodki przed kontaktem z osobami zakażonymi wirusem Herpes simplex. Jest spotykane częściej u osób z chorobami alergicznymi skóry (z atopowym zapaleniem skóry).
Zmiany skórne charakteryzują się rozsianymi pęcherzowo-ropnymi wykwitami z zagłębieniem w części środkowej i mają skłonność do grupowania się.
Choroba zaczyna się nagle, przebieg może być ciężki i z gorączką, zwłaszcza u dzieci. U dorosłych objawy ogólne niekiedy nie występują.

### Opryszczkowe zapalenie mózgui opon mózgowych
Zapalenie opon mózgowo-rdzeniowych i mózgu może czasami towarzyszyć opryszczkowemu zakażeniu narządów płciowych, choć większość przypadków tej najcięższej postaci choroby jest wywoływane przez wirusa HSV-1, czyli tego odpowiedzialnego za wywoływanie zmian w górnej części ciała. Opryszczkowe zapalenie mózgu jest chorobą niezwykle groźną, która nieleczona w 70% kończy się śmiercią, a u ozdrowieńców często występują trwałe schorzenia neurologiczne oraz zaburzenia psychiczne. Choroba zaczyna się niecharakterystycznymi objawami takimi jak gorączka i bóle głowy. W miarę rozwoju choroby pojawiają się zmiany w zachowaniu chorego. W schyłkowej fazie dochodzi do zaburzeń przytomności i może rozwinąć się śpiączka. Zapalenie opon mózgowo-rdzeniowych i mózgu wymaga natychmiastowej interwencji neurologa.

### Inne zmiany narządowe
Niekiedy może być zajęta rogówka (keratitis dendritica). Zmiany te są dość bolesne i uporczywe, mogą powodować upośledzenie wzroku, ze ślepotą włącznie.
Wykwity na skórze (np. na małżowinach usznych, na palcach rąk – zanokcica opryszczkowa) mogą nie mieć charakterystycznych cech, drobne grudki i pęcherzyki; wtedy są często nierozpoznawane.

## Choroby wywołane przez HSV2

### Opryszczka narządów płciowych

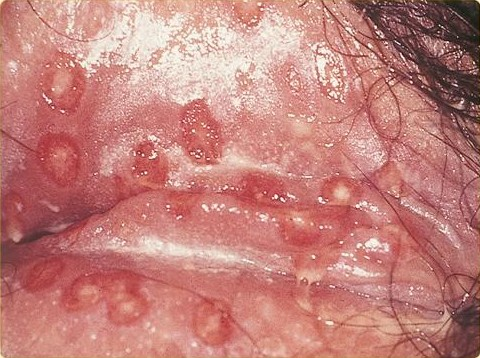
Opryszczka narządów płciowych u kobiet.

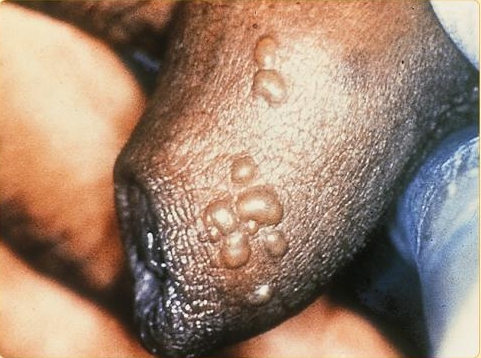
Opryszczka narządów płciowych u mężczyzn.

Opryszczka może umiejscawiać się także na narządach płciowych (herpes genitalis). Wywoływana jest zwykle przez wirus HSV2, a zakażenie występuje w wieku dorosłym poprzez kontakt seksualny (jedna z chorób przenoszonych drogą płciową).
U mężczyzn dotyczy żołędzi i napletka, czasem również są zmiany w cewce moczowej, powodując utrudnienie lub uniemożliwienie oddawania moczu. U kobiet zmiany pojawiają się na wargach sromowych, w pochwie, kroczu, czasami na wewnętrznej powierzchni ud a także na szyjce macicy; niekiedy zajęte są pośladki. Uważa się, że zakażenie HSV2 u kobiet zwiększa ryzyko raka szyjki macicy. U uprawiających seks analny może rozwinąć się zakażenie odbytnicy. Powikłaniem zakażenia HSV2 u tej ostatniej grupy jest zapalenie opon mózgowo-rdzeniowych.

### Zakażenie wrodzone
Zakażenia noworodków najczęściej są spowodowane przez HSV-2 czyli wirusa pochodzącego z dróg rodnych kobiety, ma to miejsce podczas porodu drogą naturalną. Dlatego też zakażenie u kobiet w ciąży jest wskazaniem do cięcia cesarskiego. Skutkiem tych zakażeń mogą być niegroźne zmiany pęcherzykowe rozsiane na skórze, ale także ciężkie zakażenia mózgu, wątroby i innych narządów prowadzące do śmierci.

## Leczenie

### Miejscowe
W zmianach mało nasilonych wystarcza leczenie miejscowe osuszające, odkażające (pasty cynkowe, Viosept). Nie należy stosować maści z antybiotykami, gdyż wydłużają leczenie (te można zastosować w momencie nadkażenia bakteryjnego).
Można miejscowo zastosować preparaty przeciwwirusowe w postaci maści, np. acyklowir, pencyklowir lub dokozanol.
Działanie leku miejscowego jest znacznie słabsze niż przy podaniu doustnym czy pozajelitowym. Leki te działają jedynie na wirusy w okresie replikacji i nie zapobiegają nawrotom.
W keratitis dendritica wskazane jest doustne i jednoczesne miejscowe zastosowanie kropli do oczu (acyklowiru).

### Ogólne
Leczenie ogólne znajduje zastosowanie w zmianach nawrotowych, uporczywych, niezależnie od lokalizacji, głównie w przypadku opryszczki narządów płciowych.
Acyklowir (np. Heviran, Zovirax, Antivir) jest lekiem działającym wybiórczo na DNA wirusa.
Stosowany doustnie lub w postaci wlewów dożylnych (dożylne wlewy stosuje się głównie u osób z chorobami układowymi, leczonych immunosupresyjnie).
Ostatnio wprowadzono kilka skuteczniejszych pochodnych acyklowiru: pencyklowir, walacyklowir, famcyklowir.
Poza tym wskazana jest suplementacja witamin z grupy B (wit. B1 i B2).

### Szczepionka
Choć nadal trwają badania nad szczepionkami, to nie ma jeszcze żadnej skutecznej przeciwko herpes simplex virus.

## Klasyfikacja ICD10
| kod ICD10     | nazwa choroby                                                                           |
| ------------- | --------------------------------------------------------------------------------------- |
| ICD-10: B00   | Zakażenia wirusem herpes (łac. Herpes simplex)                                          |
| ICD-10: B00.0 | Wyprysk opryszczkowy (eczema herpeticum)                                                |
| ICD-10: B00.1 | Opryszczkowe pęcherzykowe zapalenie skóry                                               |
| ICD-10: B00.2 | Opryszczkowe zapalenie dziąseł i jamy ustnej oraz gardła i migdałków                    |
| ICD-10: B00.3 | Opryszczkowe zapalenie opon mózgowych (G02.0*)                                          |
| ICD-10: B00.4 | Opryszczkowe zapalenie mózgu (G05.1*)                                                   |
| ICD-10: B00.5 | Opryszczkowa choroba gałki ocznej                                                       |
| ICD-10: B00.7 | Rozsiana opryszczka pospolita                                                           |
| ICD-10: B00.8 | Inne postacie zakażenia wirusem opryszczki                                              |
| ICD-10: B00.9 | Zakażenie opryszczkowe, nieokreślone                                                    |
| ICD-10: A60   | Opryszczkowe (herpes simplex) zakażenie okolicy odbytowej i moczowo-płciowej            |
| ICD-10: A60.0 | Opryszczkowe (herpes simplex) zakażenie narządów płciowych i układu moczowo-płciowego   |
| ICD-10: A60.1 | Opryszczkowe zakażenie skóry okolicy odbytowej oraz odbytnicy                           |
| ICD-10: A60.9 | Opryszczkowe zakażenie okolicy odbytowej i moczowo-płciowej, nieokreślone               |
| ICD-10: P35.2 | Wrodzone zakażenie wirusem opryszczki (łac. Herpes neonatorum)                          |
| ICD-10: B27.0 | Mononukleoza wywołana przez wirusa opryszczki typ gamma                                 |
| ICD-10: H19.1 | Zapalenie rogówki lub zapalenie rogówki i spojówek wywołane wirusem opryszczki (B00.5+) |